# 7 Andromedae
7 Andromedae (kurz 7 And) ist ein dem bloßen Auge lichtschwach erscheinender, gelb schimmernder Stern im Sternbild Andromeda. Er befindet sich im Norden der Andromeda an der Grenze zu den Sternbildern Eidechse und Kassiopeia. Seine scheinbare Helligkeit beträgt 4,52m. Nach Parallaxen-Messungen der Raumsonde Gaia ist er 81 Lichtjahre von der Erde entfernt.
7 And ist ein Einzelstern und besitzt somit keinen stellaren Begleiter. Er wird als Hauptreihenstern des Spektraltyps F1 V klassifiziert. Daher erzeugt er in seinem Inneren Energie durch das Verbrennen von Wasserstoff in Helium. Der Stern besitzt etwa 1,6 Sonnenmassen, 1,7 Sonnendurchmesser und 8 Sonnenleuchtkräfte. Seine Photosphäre ist mit einer Temperatur von rund 7380 Kelvin etwas heißer als jene der Sonne. Er dreht sich mit einer projizierten Rotationsgeschwindigkeit von circa 61 km/s um seine Achse. Sein Alter wird auf ungefähr 1,1 Milliarden Jahre geschätzt.